# ألان وودز
ألان وودز (بالإنجليزية: Alan Woods)‏ (12 سبتمبر 1978 في الولايات المتحدة - ) هو مدرب كرة قدم ولاعب كرة قدم أمريكي في مركز الدفاع. لعب مع كولورادو رابيدز ونيو إنجلاند ريفولوشن وفيرجينيا بيتش مارينرز وتشارلستون بيتري وأتلانتا سيلفرباكس.

## وصلات خارجية
- ألان وودز على موقع الدوري الأمريكي (الإنجليزية)
- ألان وودز على موقع قاعدة بيانات كرة القدم.إي يو (الإنجليزية)